# ワシリーサ・ダワンコワ
ワシリーサ・アレクサンドロヴナ・ダワンコワ（ロシア語: Васили́са Алекса́ндровна Даванко́ва, ロシア語ラテン翻字: Vasilisa Alexandrovna Davankova, 1998年5月2日 - ）は、ロシア出身の女性フィギュアスケート選手（アイスダンス、ペア）。アイスダンスのパートナーはアントン・シブネフ、ペアのパートナーはアレクサンドル・エンベルト、アンドレイ・デプタトなど。

## 経歴
2011年5月にウクライナ人のアンドレイ・デプタトとペアを結成する。ロシア選手権のFSでは優勝したベラ・バザロワ/ユーリ・ラリオノフよりも高い技術点を出し、5位という成績を残した。ロシアジュニア選手権では優勝を果たし、国際大会デビューの世界ジュニア選手権では銅メダルを獲得した。
2012-2013シーズン、ジュニアグランプリファイナルで銀メダルを獲得。ロシアジュニア選手権は練習中の脚の怪我で欠場し、世界ジュニア選手権への出場はならなかった。
2013-2014シーズン、2年連続でジュニアグランプリファイナルに出場。世界ジュニア選手権はFSでのジャンプの失敗が響き2年ぶりのメダル獲得には届かなかった。その後デプタトとのペアを解消した。当初はマキシム・ボブロフとペアを組む予定だったが、連盟からトライアウトを勧められた結果、アレクサンドル・エンベルトとのペアを結成し、コーチをニーナ・モーゼルに変更した。
2014-2015シーズンはロシア選手権で6位。シーズン終了後、エンベルトとのペアを解散した。
2016年5月、18歳の誕生日を迎えてすぐに振付師であるニコライ・モロゾフと結婚、モロゾフは3回目の結婚である。2019年に離婚。
2016-2017シーズンにアイスダンスに転向、アントン・シブネフとカップルを結成する。

## 主な戦績

### アイスダンス
- 2016-17シーズンからアントン・シブネフとのカップル

| 大会/年          | 2016-17 |
| ---------------- | ------- |
| ロシア選手権     | 7       |
| ユニバーシアード | 5       |

#### 詳細
| 2016-2017 シーズン     |                                                    |         |         |          |
| 開催日                 | 大会名                                             | SP      | FS      | 結果     |
| 2017年1月31日 - 2月5日 | ユニバーシアード冬季競技大会（アルマトイ）         | 7 54.60 | 4 83.26 | 5 137.86 |
| 2016年12月20日 - 25日  | ロシアフィギュアスケート選手権（チェリャビンスク） | 8 53.03 | 7 86.41 | 7 139.44 |

### ペア
- 2013-2014シーズンまではアンドレイ・デプタトとのペア
- 2014-2015シーズンはアレクサンドル・エンベルトとのペア

| 大会/年              | 2011-12 | 2012-13 | 2013-14 | 2014-15 |
| -------------------- | ------- | ------- | ------- | ------- |
| ロシア選手権         | 5       | 7       | 5       | 6       |
| CSオータムクラシック |         |         |         | 6       |
| ニース杯             |         | 4       |         |         |
| 世界Jr.選手権        | 3       |         | 4       |         |
| ロシアJr.選手権      | 1       |         | 3       |         |
| JPGファイナル        |         | 2       | 5       |         |
| JGPタリン杯          |         |         | 2       |         |
| JGPミンスク          |         |         | 3       |         |
| JGPクロアチア杯      |         | 3       |         |         |
| JGPレークプラシッド  |         | 2       |         |         |

#### 詳細
| 2014-2015 シーズン    |                                                                      |         |          |          |
| 開催日                | 大会名                                                               | SP      | FS       | 結果     |
| 2014年12月24日 - 28日 | ロシアフィギュアスケート選手権（ソチ）                               | 7 54.84 | 5 116.76 | 6 171.60 |
| 2014年10月14日 - 17日 | ISUチャレンジャーシリーズ スケートカナダオータムクラシック（バリー） | 5 51.50 | 6 91.10  | 6 142.60 |

| 2013-2014 シーズン    |                                                        |         |          |          |
| 開催日                | 大会名                                                 | SP      | FS       | 結果     |
| 2014年3月10日 - 16日  | 2014年世界ジュニアフィギュアスケート選手権（ソフィア） | 3 58.35 | 5 92.32  | 4 150.67 |
| 2014年1月22日 - 25日  | ロシアジュニアフィギュアスケート選手権（サランスク）   | 2 63.24 | 3 114.30 | 3 177.54 |
| 2013年12月22日 - 27日 | ロシアフィギュアスケート選手権（ソチ）                 | 6 62.06 | 6 111.03 | 5 173.09 |
| 2013年12月5日 - 8日   | 2013/2014 ISUジュニアグランプリファイナル（福岡）      | 5 54.82 | 5 54.82  | 5 151.02 |
| 2013年10月9日 - 13日  | ISUジュニアグランプリ タリン杯（タリン）               | 2 61.48 | 2 99.55  | 2 161.03 |
| 2013年9月25日 - 29日  | ISUジュニアグランプリ ミンスク（ミンスク）             | 2 51.40 | 4 79.06  | 3 130.46 |

| 2012-2013 シーズン     |                                                            |         |          |          |
| 開催日                 | 大会名                                                     | SP      | FS       | 結果     |
| 2012年12月24日 - 28日  | ロシアフィギュアスケート選手権（ソチ）                     | 4 58.30 | 9 103.46 | 7 161.76 |
| 2012年12月6日 - 9日    | 2012/2013 ISUジュニアグランプリファイナル（ソチ）          | 3 51.34 | 2 104.62 | 2 155.96 |
| 2012年10月24日 - 28日  | 2012年ニース杯（ニース）                                   | 2 50.38 | 4 75.16  | 4 125.54 |
| 2012年10月3日 - 7日    | ISUジュニアグランプリ クロアチア杯（ザグレブ）             | 2 50.42 | 3 93.20  | 3 143.62 |
| 2012年8月29日 - 9月2日 | ISUジュニアグランプリ レークプラシッド（レークプラシッド） | 1 48.97 | 3 84.14  | 2 133.11 |

| 2011-2012 シーズン     |                                                        |         |          |          |
| 開催日                 | 大会名                                                 | SP      | FS       | 結果     |
| 2012年2月27日 - 3月4日 | 2012年世界ジュニアフィギュアスケート選手権（ミンスク） | 5 50.50 | 3 103.16 | 3 153.66 |
| 2012年2月5日 - 7日     | ロシアジュニアフィギュアスケート選手権（ヒムキ）       | 1 55.06 | 1 114.77 | 1 169.83 |
| 2011年12月24日 - 28日  | ロシアフィギュアスケート選手権（サランスク）           | 7 53.32 | 5 115.47 | 5 168.79 |

## プログラム使用曲
| シーズン  | SP                                                                                                   | FS                                                                                             | EX                                                              |
| --------- | --- | ---------------------------------------------------------------------------------------------- | --------------------------------------------------------------- |
| 2014-2015 | アヴェ・マリア 作曲：シャルル・グノー、ヨハン・ゼバスティアン・バッハ ボーカル：シャーリー・バッシー | 映画『ドクトル・ジバゴ』より 作曲：モーリス・ジャール                                          | Molitva 映画『メトロ』サウンドトラックより 曲：Bi-2             |
| 2013-2014 | 映画『ゴッドファーザー』より 作曲：ニーノ・ロータ 演奏：エドウィン・マートン                         | ミュージカル『ノートルダム・ド・パリ』より 作曲：リシャール・コクシアント                      | Don't You Remember 曲：アデル                                   |
| 2012-2013 | 映画『ゴッドファーザー』より 作曲：ニーノ・ロータ 演奏：エドウィン・マートン                         | 映画『レジェンド・オブ・メキシコ/デスペラード』サウンドトラックより 作曲：ロバート・ロドリゲス | Something's Got a Hold On Me ボーカル：クリスティーナ・アギレラ |
| 2011-2012 | フラメンコ by Didulia                                                                                | 映画『ロミオとジュリエット』より 作曲：ニーノ・ロータ アレンジ・演奏：エドウィン・マートン     | Ai se eu te pego! ボーカル：ミシェウ・テロ                      |